# Арнасай
Арнаса́й (каз. Арнасай) — село у складі Аршалинського району Акмолинської області Казахстану. Адміністративний центр Арнасайського сільського округу.
Населення — 734 особи (2021; 1129 у 2009, 1078 у 1999, 1084 у 1989).
Національний склад станом на 1989 рік:
- росіяни — 50 %
- німці — 22 %.

До 2007 року село називалося Вячеславка.